# Kashmiri masala
El Kashmiri masala es un masala (mezcla de especias suaves) combinadas para una amplia gama de platos indios.
La textura suave del curry elaborado con este masala es ideal para todos los platos que contengan carne, pescados y verduras.
Las especias del Kashmiri se emplean únicamente en las montanas del Himalaya al norte de la India. Los kashmiris se elaboran con: asafétida, el saunf (anís), el jengibre seco, chiles de Cachemira, cardamomos negros grandes. 
El yogur, las nueces, las almendras y las pasas también se agregan a los currys mientras que usa esta pasta para una comida más auténtica del Kashmiri.
- Datos: Q5958447